# ジャネリア・リサーチキャンパス
ジャネリア・リサーチ・キャンパスは、ハワード・ヒューズ医学研究所(HHMI)の科学研究キャンパスで、2006年10月に開設された。キャンパスはラウドン郡 (バージニア州)のアシュバーンにあり、科学研究とラファエル・ヴィニオリによる現代建築で知られる。
現在の研究所の所長はロナルド・ベールで、HHMIのvice presidentと兼務。彼は2020年にジェラルド・M・ルービンの後任となった。
このキャンパスは2014年まで「ジャネリア・ファーム・リサーチ・キャンパス」として知られていた。

## 研究
HHMIは大学等に所属する研究者への研究を支援している。しかし、学際的な問題の中には既存の研究環境では取り組むことが困難なものがあり、ジャネリアはその中でも神経科学などの問題に取り組むために独立した機関として設立された。
2011年11月の時点で、424人の従業員がおり、彼らは特に、神経回路による情報処理を支配する一般原理の同定、イメージング技術の開発、画像解析のための計算手法に取り組んでいた。2017年には、機構的認知神経科学という新しい研究分野を発表した。
ジャネリアでは、常に複数の大規模な共同プロジェクトが行われており、幅広い科学コミュニティが関心を持つデータや技術のニーズに対応している。2021年現在、ショウジョウバエの大規模な神経解剖学的データ（光学および電子顕微鏡レベル）の開発、それに対応するマウス脳の光学レベルマップ、遺伝的にコードされた蛍光センサーの技術改善、その他多数の小規模プロジェクトが含まれる。その成果には、大幅に改良された蛍光カルシウムセンサーや、ショウジョウバエの脳全体を神経解像度で初めて画像化したものなどがある。
このセンターは、AT&Tベル研究所やイギリス・ケンブリッジのMRC分子生物学研究所のような自由で協力的な環境を模倣するように設計された。研究者は6年契約で、従来の研究助成金とは無関係に、完全に内部で資金提供を受けている。
ジェラルド・M・ルービンは、ジャネリアの初代エグゼクティブ・ディレクターであり、コンセプトから建設、運営まで行う。ロナルド・ベールは2020年初頭にディレクターに就任。ジェニファー・リピンコット＝シュワルツ、ジェリー・ルービン、バリー・ディクソンなどの上級研究者が率いる約50の研究室がある。
過去のラボ責任者には、エリック・ベッツィヒ、カレル・スボボダ、ショーン・エディ、タミル・ゴネン、リン・リディフォード、ジェームズ・W・トルーマン、ロバート・ティジアンなどがいる。